# Hochsaison
Unter Hochsaison (oder Hauptsaison, englisch high season, peak season) versteht man allgemein in der Wirtschaft einen Zeitraum, in welchem Produkte oder Dienstleistungen besonders stark nachgefragt werden.

## Allgemeines
Als Saison bezeichnet man in der Wirtschaft jene Jahreszeiten, die mit überdurchschnittlich hoher Nachfrage verbunden sind. Das kann sowohl der Sommer (oder die Trockenzeit) als auch der Winter (oder die Regenzeit) sein. Saisonalen Schwankungen unterliegen insbesondere wetterabhängige Produkte (Agrarprodukte wie in der Erdbeersaison, Spargelsaison; Kleidung beim Saisonschlussverkauf) oder Dienstleistungen (wie der Massentourismus mit Sommersaison oder Wintersaison). Spezifische Produkte der Hochsaison heißen Saisonartikel. Sie sind zu bestimmten Zeiten besonders begehrt, etwa Modeartikel (Bademoden), typische Festtagsartikel (Weihnachtsbäume) oder Dienstleistungen (wie das Oktoberfest). Unternehmen, die in der Hochsaison die höchste Kapazitätsauslastung und die höchsten Umsatzerlöse erzielen, heißen Saisonbetriebe, die überwiegend Saisonarbeiter beschäftigen.
Zeiträume vor und nach der Hauptsaison (meteorologische Übergangszeiten) heißen Nebensaison mit lediglich geringer oder keiner Nachfrage. Bei der Nebensaison kann zwischen Vor- und Nachsaison unterschieden werden, wobei die Vorsaison vor der Hochsaison und die Nachsaison danach liegt. Oftmals wird auch noch zwischen Haupt- und Hochsaison differenziert, wobei letztere die höchste Auslastung mit sich bringt.

## Wirtschaftliche Aspekte
Hoch- und Nebensaison sind vor allem ein wichtiges Kriterium im Tourismus, bei dem sich die Nachfrage nach der zu erwartenden Witterung in den Destinationen richtet. Typisch für den Tourismus sind unter anderem saisonale Schwankungen, die sich in der zeitlichen Konzentration der Nachfrage auf bestimmte Monate zeigt und Folgen für den Arbeitsmarkt hat. Bestimmte Destinationen weisen einen einzigen Saisonschwerpunkt im Sommer auf („Sommerdestinationen“ wie die europäischen Mittelmeerländer), manche kommen in den Genuss von zwei Hochsaisons pro Jahr, wenn sie sowohl für die Sommerferien als auch für den Wintersport geeignet sind (wie beispielsweise die Alpenländer). Bei ihnen kann die ansonsten einseitige Kapazitätsauslastung stärker nivelliert werden, wodurch sich die riskanten Monostrukturen von Saisonbetrieben auflösen. Unternehmer sind dann nicht mehr darauf angewiesen, in der Hauptsaison einen höheren Gewinn zu erwirtschaften, der ausreicht, um auch die Nebensaison zu finanzieren.
Die klassische Preispolitik besteht darin, dass der Handel, die Reisebranche (etwa Reiseveranstalter, Touristikunternehmen, Hotels) oder Gastronomie in der Hauptsaison höhere Preise verlangen, um die in der übrigen Zeit anfallenden Grundkosten decken zu können. Zu Zeiten geringerer Nachfrage (sogenannte Nebensaison) wird zwecks Stimulierung der Nachfrage und besserer Kapazitätsauslastung mit wesentlich niedrigeren Preisen gearbeitet. Einen ähnlichen Zweck verfolgt zum Beispiel die Gastronomie im Tagesverlauf mit der Happy Hour.
Die Preise für Hotels orientieren sich an der zu erwarteten Kapazitätsauslastung und den zu deckenden Fixkosten, wie die folgende Tabelle anhand von Zahlen eines Veranstalters zeigt:
| Reisezeit   | Auslastungsgrad in % | erzielbare Umsatzerlöse in € |
| ----------- | -------------------- | ---------------------------- |
| Vorsaison   | 57 %                 | 285.000                      |
| Hauptsaison | 95 %                 | 475.000                      |
| Hochsaison  | 100 %                | 500.000                      |
| Nachsaison  | 75 %                 | 375.000                      |
| Summe       | 85 %                 | 1.635.000                    |

Erreichen die Fixkosten im Jahr 1 Million €, so erzielt die Hauptsaison 47,5 % und die Hochsaison den höchsten Deckungsbeitrag mit 50 % der Fixkosten. Kommen die Nachfrager während der Haupt- und Hochsaison aus Kapazitätsgründen (ausgebuchte Flüge oder Hotels) nicht mehr zum Zuge, müssen sie sich für die Vor- oder Nachsaison entscheiden, ihre Nachfrage auf Destinationen in anderen Ländern verlagern oder auf die Nachfrage ganz verzichten.